# Bryndza
Bryndza (từ Rumani brânză - phô mai) là một sản phẩm  phô mai sữa cừu được sản xuất chủ yếu ở Slovakia, nhưng cũng phổ biến tại Romania, Moldova, Ba Lan, Nga, Ukraine, Serbia, Hungary và một phần của Moravia (Moravian Wallachia) ở Cộng hòa Séc.  Phô mai Bryndza có màu trắng kem, được biết đến với mùi và vị mạnh đặc trưng của nó. Phô mai có màu trắng, rối, vụn và hơi ẩm. Phô mai có mùi và hương vị đặc trưng của axit butyric. Cảm giác hương vị tổng thể bắt đầu hơi nhẹ, sau đó mạnh hẳn lên và cuối cùng nhạt dần để lại dư vị mặn. Bí quyết làm phomai giữa các quốc gia có sự khác nhau. 

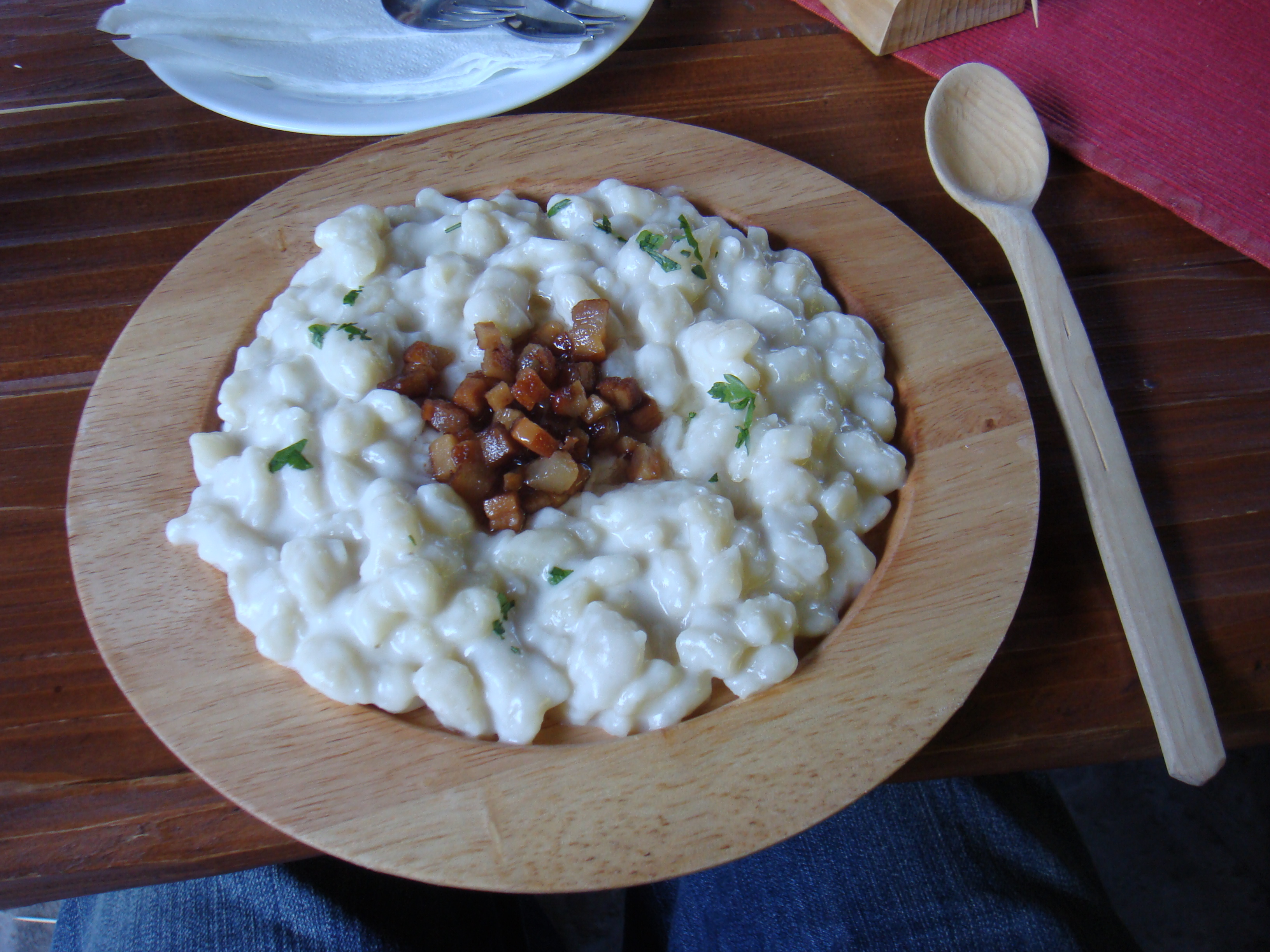
Ở Slovakia, bryndza là thành phần chính của bryndzové halušky, được coi là đặc sản quốc gia.

## Từ nguyên
Phomai được biết đến với nhiều tên gọi. Ở Hungary: juhtúró, ở Nga: брынза, ở Serbia: brenca, ở Đức: Brimsen, và  tiếng Yiddish: ברינזע.  Cái tên bryndza là một từ vay mượn từ Rumani brânză (nghĩa là "pho mát"), được sử dụng ở nhiều nước vùng Ukraine và EU . Mặc dù từ brânză (phát âm tiếng Romania: [ˈbrɨnzə]) chỉ đơn giản là từ chung cho "phô mai" trong tiếng Rumani, tuy nhiên không có loại phô mai đặc biệt nào liên quan đến nó. Đó là một từ trôn lẫn giữa ngôn ngữ Rumani từ Dacian, ngôn ngữ của người Daci ở Rumânia ngày nay.

## Lịch sử
brençe là tên đầu tiên của pho mai này, nó có nghĩa là "phô mai Vlach ". Tên gọi bắt nguồn từ cảng Dubrovnik của Croatia vào năm 1370. Phomát Bryndza lần đầu tiên được đón nhận tại Vương quốc Hungary năm 1470 và tại Podhale thuộc Ba Lan năm 1527.